# Хлебиці
Хлебиці (пол. Chlebice, нім. Wiesenthal) — село в Польщі, у гміні Туплиці Жарського повіту Любуського воєводства.
Населення — 42 особи (2011).
У 1975-1998 роках село належало до Зеленогурського воєводства.

## Демографія
Демографічна структура станом на 31 березня 2011 року:
|          | Загалом | Допрацездатний вік | Працездатний вік | Постпрацездатний вік |
| -------- | ------- | ------------------ | ---------------- | -------------------- |
| Чоловіки | 22      | 6                  | 15               | 1                    |
| Жінки    | 20      | 2                  | 12               | 6                    |
| Разом    | 42      | 8                  | 27               | 7                    |